# Dicliptera magaliesbergensis
Dicliptera magaliesbergensis är en akantusväxtart som beskrevs av K. Balkwill. Dicliptera magaliesbergensis ingår i släktet Dicliptera och familjen akantusväxter. Inga underarter finns listade i Catalogue of Life.